# Mendzan
Mendzan, auch mendzang, mendzaŋ, mendjan, medzang, mebiang und menjyang, bezeichnet große, am Boden liegende Holmxylophone ohne Resonatoren und kleinere Tragbügelxylophone mit einem Kalebassen-Resonator unter jeder Klangplatte bei den Fang im Süden Kameruns und im Norden Gabuns sowie bei den Beti in der Region Centre in Kamerun. Während die traditionell bei Übergangszeremonien, Ahnenkulten und anderen Ritualen gespielten Holmxylophone nur noch selten vorkommen, gehören Ensembles mit häufig vier unterschiedlich gestimmten Tragbügelxylophonen zur Unterhaltung bei Familienfeiern und sonstigen gesellschaftlichen Anlässen.

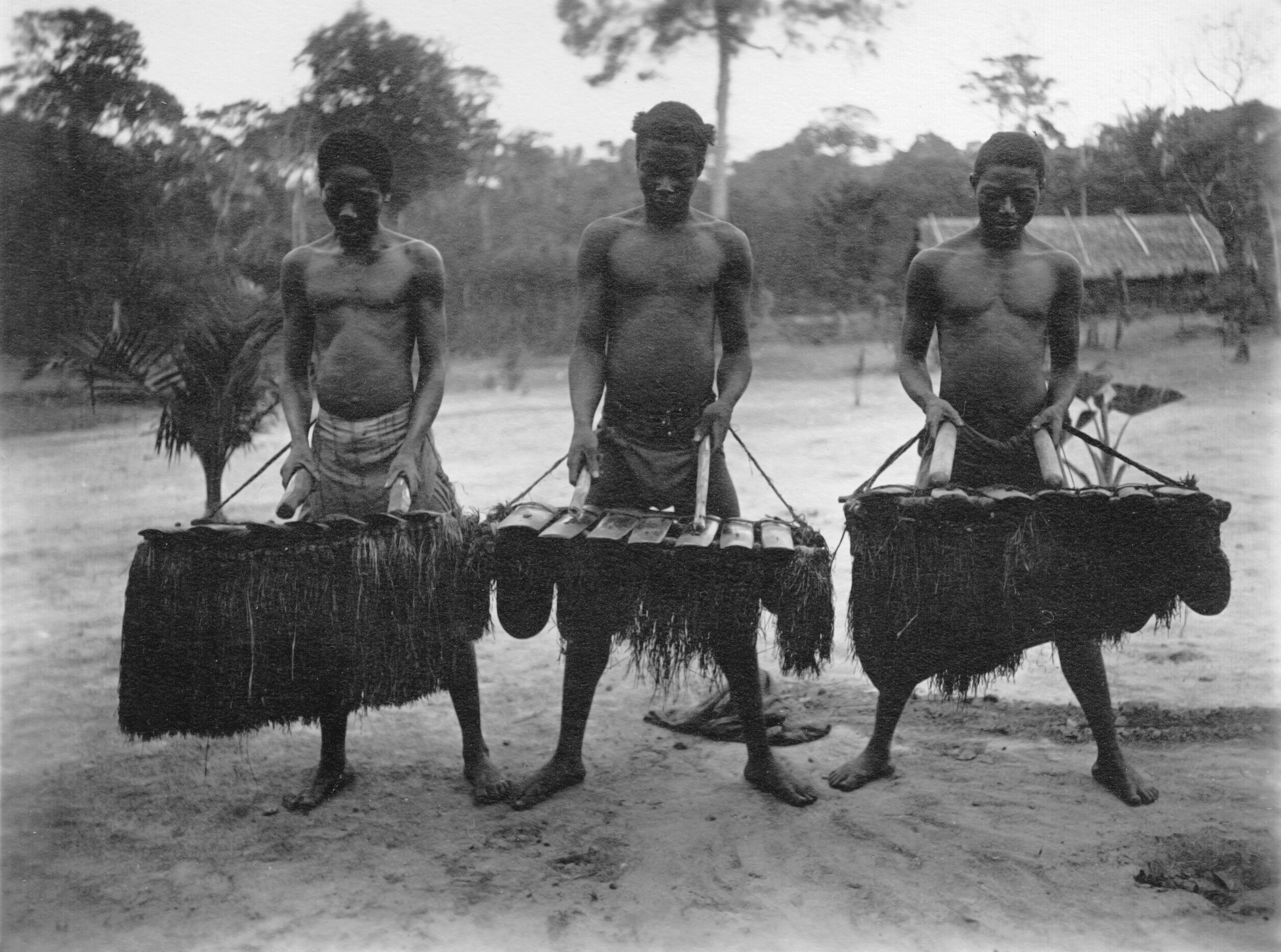
Tragbügelxylophone mendzan in Kamerun, um 1914

## Herkunft und Verbreitung
Die Klangstäbe von Xylophonen liegen meist beweglich auf zwei parallelen Holmen oder Stäben; in Südostasien werden sie in seltenen Fällen auch an zwei Schnüren aufgehängt. Die instrumentenkundliche Einteilung erfolgt nach der Art der Auflage und – falls Resonatoren vorhanden sind – nach deren Form. Die einfachsten Xylophone, die in Afrika hauptsächlich im Süden und auf Madagaskar vorkommen, sind Schenkelxylophone. Kinder, auf Madagaskar auch Frauen, sitzen hierbei am Boden und haben sich eine Reihe Klangstäbe quer über die ausgestreckten Beine gelegt. Ein Ensemble mit von männlichen Musikern gespielten Schenkelxylophonen dokumentierte Gerhard Kubik 1973 bei den Igbo im Osten Nigerias. Ein Mann hatte ein Xylophon aus vier Holzstäben (ano mgbe) über seine Oberschenkel gelegt, zwei weitere Musiker verwendeten jeweils zwei Holzstäbe (mgbe etiti). Sie schlugen die Xylophone mit keulenartigen Schlägeln anlässlich des omabe-Maskenkults zur Beschwörung der Leopardengeister.
Xylophone sind nichts anderes als in Reihe liegende, unterschiedlich große Schlaghölzer, die einzeln angeschlagen als Rhythmusinstrumente verwendet werden. Die Igede-Sprecher im Osten Nigerias verwenden ein quer über zwei Bananenstämme gelegtes Rundholz osisi, das wie eine Schlitztrommel mit zwei Stöcken geschlagen wird, aber keinen Schlitz besitzt. Das osisi wird wie die Schlitztrommel ekwe, die Einton-Stielglocke aus Eisen obele ogene und Rasseln zur Begleitung von Tänzen gespielt.
Die Kombination von derartigen Schlaghölzern und Schenkelxylophonen führt zu den Holmxylophonen, bei denen mehrere, unterschiedlich gestimmte Hölzer auf zwei Querträgern gelagert sind. Bei größeren Holmxylophonen liegen die Klangplatten auf langen Bananenstämmen oder manchmal auf gebundenen Grasbüscheln. Zur Fixierung ihrer Position werden zwischen die Klangplatten Trennstäbe gesteckt oder die Platten werden durch Stifte in Löchern der Platten an den Auflagepunkten fixiert. Eine besondere Befestigungsart kommt bei den kleinen dimbila der Makonde im Süden Tansanias und im Norden Mosambiks vor. Dort sind die Klangstäbe auf einer Seite durch einen Stift im Loch und auf der anderen Seite durch Trennstäbe fixiert.
In Afrika werden Holmxylophone von der Zentralregion über Ostafrika bis in den Süden bei sehr verschiedenen kulturellen und sozialen Gelegenheiten verwendet. Abgesehen von ungewöhnlichen Ausnahmen gehören sie zu den nur von Männern gespielten Instrumenten. In Uganda wird das kponingbo der Azande mit 12 bis 13 Klangstäben von zwei nebeneinander sitzenden Musikern gespielt, das entaale oder amadinda im Reich Buganda mit 12 Platten und das embaire mit 15 Platten wird von zwei Musikern, die sich gegenübersitzen, gespielt, während ein dritter Musiker an einer Seite die höchsten Klangplatten bedient. Solche Xylophone gehörten im Zwischenseengebiet zur höfischen Musik der Herrscher und bei ihrer Herstellung waren gelegentlich Opfer an die Ahnen vonnöten.
Im Hochland im Westen Kameruns spielen die Bamileke Holmxylophone aus Bananenstämmen und sehr schweren Klangplatten. Ngelenge ist laut J. N. Lo-Bamijoko (1987) ein Holmxylophon bei den Igbo im Osten Nigerias mit 10 Platten. Herbert Pepper (1952) beschreibt ein ebenso grob gearbeitetes Holmxylophon bei den Igbo in der Gegend von Owerri mit 12 Platten, die auf Bananenstämmen liegen und deren Stimmung den Obertönen eines Mundbogens entspricht. Es wurde von zwei sich gegenüber sitzenden Musikern gespielt.
Weder Schenkelxylophone noch Holmxylophone besitzen Resonatoren, aber der weitgehend geschlossene Raum unter den Platten übt einen gewissen klangverstärkenden Effekt aus. Um die Resonanz eines Hohlraums auszunützen, werden die Klangstäbe bei den Erdgrubenxylophonen an den Enden auf eine pflanzliche Unterlage und über ein in der Mitte ausgehobenes Loch im Boden gelegt. Erdgrubenxylophone sind von Westafrika (Guinea, Benin, Nigeria) über Ostafrika (Uganda, Kenia) bis ins Kongobecken bekannt. Ein solches Erdgrubenxylophon ist das lengasho der zentralafrikanischen Banda, das nur drei Klangstäbe besitzt, die von zwei Musikern zugleich geschlagen werden. Dass die Banda Schlegel mit Gummiköpfen verwenden, zeigt den Kontakt mit Ethnien in der Umgebung, die so ihre Tragbügelxylophone spielen. Die Igbo nennen ein Erdgrubenxylophon aus zwei Stäben, die auf einem Ring aus geflochtenen Pflanzenfasern über einem runden Erdloch liegen, ndedegwu. Bei den Alur in Uganda ist das Erdgrubenxylophon ndara aus acht sehr großen Klanghölzern, die auf einem Grasbündel liegen, zum Spielen von Melodien geeignet. Die drei ursprünglichen Xylophonvarianten beinhalten in einfachster handwerklicher Ausführung die wesentlichen, tonbildenden Eigenschaften des Instrumententyps.

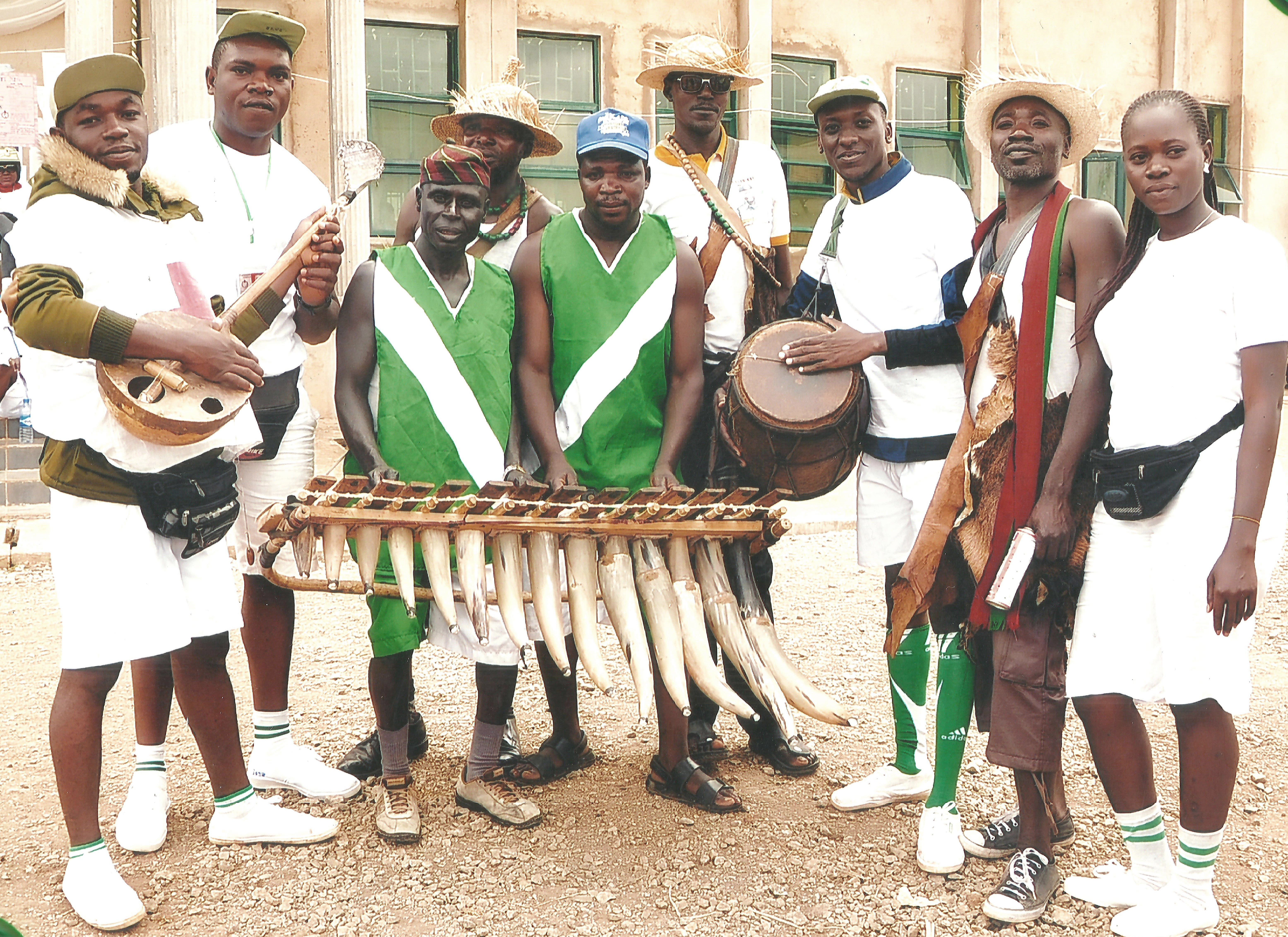
Tragbügelxylophon mit 14 Klangstäben und Resonatoren aus Tierhörnern im nigerianischen Bundesstaat Plateau.

Xylophone mit individuellen Resonatoren haben deutlich verbesserte Klangeigenschaften und stellen die größte Gruppe unter den Xylophonen dar. In Afrika werden als Resonatoren hauptsächlich Kalebassen verwendet, deren Größe sorgfältig auf die Tonhöhe der Platte abgestimmt wird. Vermutlich sind von Kalebassen verstärkte Xylophone bereits seit dem 1. Jahrtausend bekannt. Seltener dienen Bambusröhren, Rinderhörner oder andere Materialien als Resonatoren. Obligatorisch für fast alle afrikanischen Kalebassenresonatoren an Xylophonen, auch an den mendzan, ist eine kleine seitliche Öffnung, die mit einem Mirliton überklebt wird. Dies ist eine Membran aus einem Spinnenkokon, einer Fischblase oder einem dünnen Papier, die zur Klangverstärkung dient und zum Ton der Platte ein schnarrendes Nebengeräusch hinzufügt.
Die Tragbügelxylophone sind eine der bekanntesten Xylophontypen mit individuellen Resonatoren. Sie sind vom südlichen Kamerun über den Kongo bis in den Norden Angolas verbreitet. Die ältesten Abbildungen stammen von zwei italienischen Angehörigen des Kapuzinerordens, die im 17. Jahrhundert in den alten Reichen Ndongo und Matamba reisten. Die Bezeichnung dieses tragbaren Xylophontyps rührt von einem Bügel, der einseitig in der Ebene der Klangstäbe befestigt ist und dem Musiker erlaubt, das mit einem Tragriemen um die Schulter gehängte Xylophon in einem gewissen Abstand vor seinem Körper zu halten. Das Xylophon mentsyā (eine Sprachvariante von mendzan) im Südwesten der Zentralafrikanischen Republik besteht aus einer Reihe von etwa neun schmalen, an den Enden zugespitzten Stäben. Der stehende Musiker trägt dieses typische Tragbügelxylophon mit einem ovalen Bügel gegen die Mitte seiner Oberschenkel gelehnt und mit der Plattenebene leicht zu sich geneigt. Der Xylophontyp gehörte zur Prozessions- und Repräsentationsmusik der Könige und sonstigen Herrscher. Bei den Ngbandi im Norden des Kongo heißt ein Tragbügelxylophon menza gwe. Dessen 10 Klangstäbe sind durch geflochtene Zwischenlagen von ihrer Brettauflage getrennt. Unter jedem Stab ist ein Loch aus dem Brett geschnitten, an dem eine Kalebasse festgeklebt ist. Aus dem Gebiet des Königreichs Kongo breiteten sich Tragbügelxylophone in vorkolonialer Zeit nach Norden aus. In ihrem Herkunftsgebiet sind sie heute verschwunden, sie blieben jedoch mitsamt ihrer – angepassten – einstmaligen sozialen Funktion als mendzan im Süden Kameruns erhalten.
Der Namensraum der mendzan-Xylophone ist das größte geschlossene Verbreitungsgebiet von Tragbügelxylophonen. Das Wort mendzan stammt nicht aus den Bantusprachen, zu denen die Sprache der Beti gehört, sondern ist den Adamaua-Sprachen zuzuordnen. Damit ist mendzan mit dem Wort manza für einen Xylophontyp bei den Azande im Dreiländereck zwischen der Zentralafrikanischen Republik, dem Kongo und dem Südsudan verwandt. Dies verweist auf eine historische Verbindungslinie der Xylophone. Die Azande kennen drei Tragbügelxylophontypen: longo, kponingbo und manza. Nur der letztgenannte Typ gehört zur Repräsentationsmusik der Azande-Herrscher. Der Name manza ist wie mendzan nicht auf ein Tragbügelxylophon beschränkt, er dürfte sich vor der Einführung tragbarer Xylophone auch auf Holmxylophone bezogen haben. Sprachlich werden Holmxylophone und Tragbügelxylophone in Kamerun auch im Nordwesten in der Sprache Bum (njang) und bei den Mbum sprechenden Fulfulde (nzanga) gleichgesetzt. Der Xylophontyp kommt im Norden bis zum Tschadsee vor. Ein wie das timbrh altes Lamellophon in Kamerun, das nur rituell verwendet wird, heißt mbø menjang.
Bei ihrer Verbreitung aus dem Kongo gelangten die Tragbügelxylophone in der Zentralafrikanischen Republik auch zu den Baka, wo Xylophone, Rasseln und Eisenglocken in einem Besessenheitsritual zur Krankenheilung verwendet werden. Bei den Banda in der Präfektur Ouham-Pendé im Nordwesten der Zentralafrikanischen Republik spielen vier Tragbügelxylophone (mbaza) mit sieben bis acht Klangstäben zusammen mit einer zweifelligen Trommel (kporo), Rasseln, kleinen Glocken und gelegentlich einem Tierhorn (goto) in einem Instrumentalensemble. Jedes Xylophon hat eine bestimmte Tonhöhe und Funktion im Ensemble, das zur Unterhaltung und für rituelle Zwecke eingesetzt wird. Ein anderer Name für Tragbügelxylophone bei den Banda ist kalangba, namensverwandt mit kalangwa für ein Instrument mit 5 Klangstäben bei den Ngbandi im Kongo. Drei bis fünf kalangba spielen in einem Ensemble mehrstimmige, ineinandergreifende Tonfolgen, die ansonsten von Eintontrompeten oder Eintonflöten wie der hindewhu der Ba-Benzele produziert werden.

## Bauform
Die beiden hauptsächlichen Xylophontypen in Kamerun und Gabun sind das einfache Holmxylophon und das Tragbügelxylophon mit Kalebassenresonatoren, bei dem die Klangstäbe auf einem Rahmen liegen, der aus zwei miteinander verbundenen Längshölzern besteht. Manche Xylophone mit Rahmen besitzen Standbeine und stehen auf dem Boden, dennoch gehören sie organologisch zu den Tragbügelxylophonen. Anfang des 20. Jahrhunderts wurde bei den Fang außerdem ein Kasten- oder Trogxylophon für den christlichen Gottesdienst eingeführt. Das heute verschwundene Instrument besaß 9 bis 23 Klangstäbe, die über einem gemeinsamen Holzkasten lagen.

### Holmxylophon

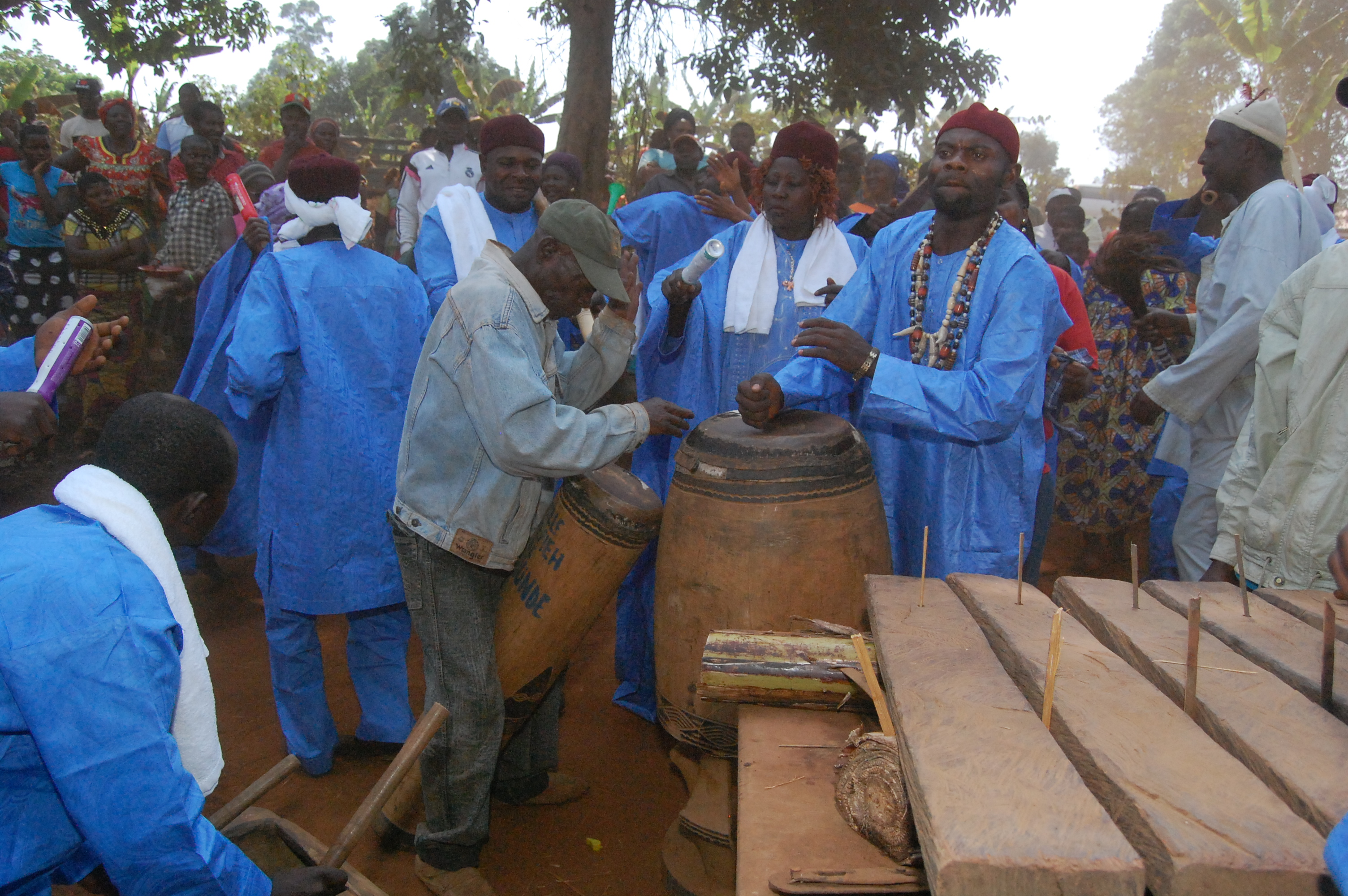
Holmxylophon mit durch Stifte asymmetrisch auf Bananenstämmen fixierten Klangstäben bei den Bamileke im Westen Kameruns.

Bei Zeremonien und anderen öffentlichen Veranstaltungen werden die Holmxylophone im Freien aufgebaut. Die aus schwerem, festem Padauk-Holz (Pterocarpus) gesägten Klangstäbe werden über frischgefällte Bananenstämme gelegt. Sie sind zur schnelleren Positionierung durchnummeriert oder anderweitig gekennzeichnet, die Anordnung erfolgt aber nicht genau linear nach der Tonhöhe und unterscheidet sich von derjenigen der Azande-Xylophone. An den Auflagestellen sind beim nzang mittig in die Stäbe auf beiden Seiten Löcher gebohrt. Durch die Löcher in den Bananenstamm geschlagene Eisenstifte, die etwa zehn Zentimeter herausstehen, sichern die Platten in ihrer Position. Bei einem von den Bamileke in der Region Ouest gespielten nzang mit 7 Klangplatten wurden die Frequenzen bestimmt, die ungefähr folgenden Tönen entsprechen: c–d–e–fis–gis–a–ais. Zwei sich gegenüber sitzende Musiker spielen das nzang mit einem Schlägel (pù’u) in jeder Hand.
Die rituell verwendeten Xylophone nennen die Fang melane oder medzang mebiang (mendzang me biang, „Kultxylophon“). Bei der Ahnenverehrung spielen die Fang ein mendzan mit 8 und eines mit 15 Klangstäben aus Padauk-Holz. Holmxylophone besitzen zwischen 8 und über 20 Klangstäbe. Manchmal ist ein Instrument mit 20 Stäben auf zwei Bananenstammunterlagen aufgeteilt, sodass ein Musiker ein Xylophon mit 12 und der andere eines mit 8 Stäben spielt. Anders als beim nzang werden die Eisenstifte nur auf der dem Spieler abgewandten Seite durch ein Loch in den Stäben geschlagen. Auf der Seite des Spielers werden die Stäbe durch kürzere, nicht über die Oberfläche hinausragende Stifte in den Zwischenräumen voneinander getrennt. Nach dem Ende der Aufführung zerlegen die Fang ihre Xylophone und verpacken die Platten gelegentlich – einer Beobachtung in den 1970er Jahren zufolge – in einem Sack, was als Gewohnheit aus einer früheren Zeit der Nichtsesshaftigkeit gedeutet wird. Die Tonleiter der Xylophone ist hexatonisch, die siebte Tonstufe fehlt. Aus Gabun sind Holmxylophone heute verschwunden.

### Tragbügelxylophon
Nach demselben hexatonischen Tonsystem sind bei den Fang die Klangstäbe der Tragbügelxylophone gestimmt. Für ein mendzang me Yakaba genanntes Ensemble werden fünf tragbare Xylophone benötigt, die vom höchsten bis zu dem am tiefsten klingenden Instrument die abnehmende Zahl von 9, 9, 8, 6 und 2 Klangstäben besitzen. Die 9 Stäbe des zweithöchsten Instruments haben bei einem gemessenen Exemplar die Tonhöhen: gis (207 Hz) – ais (232 Hz) – c1 (260 Hz) – d1 (286 Hz) – dis1 (310 Hz) – e1 (330 Hz) – gis1 (415) – ais1 (459) – c1 (513).
In Yaoundé werden die Xylophone nach der Anzahl von Stäben und nach der musikalischen Verwendung benannt. Omvek ist ein Xylophon mit 11 Stäben, akuda omvek eines mit 10 und das nyia-mendzang eines mit 8 Stäben. Das endum mit vier besonders großen Stäben wird nur als Rhythmusinstrument verwendet. Die um den Hals des Musikers hängenden Xylophone werden entweder mit zwei Stöcken aus weichem Holz oder mit zwei Schlägeln mit Gummiköpfen gespielt.

## Spielweise

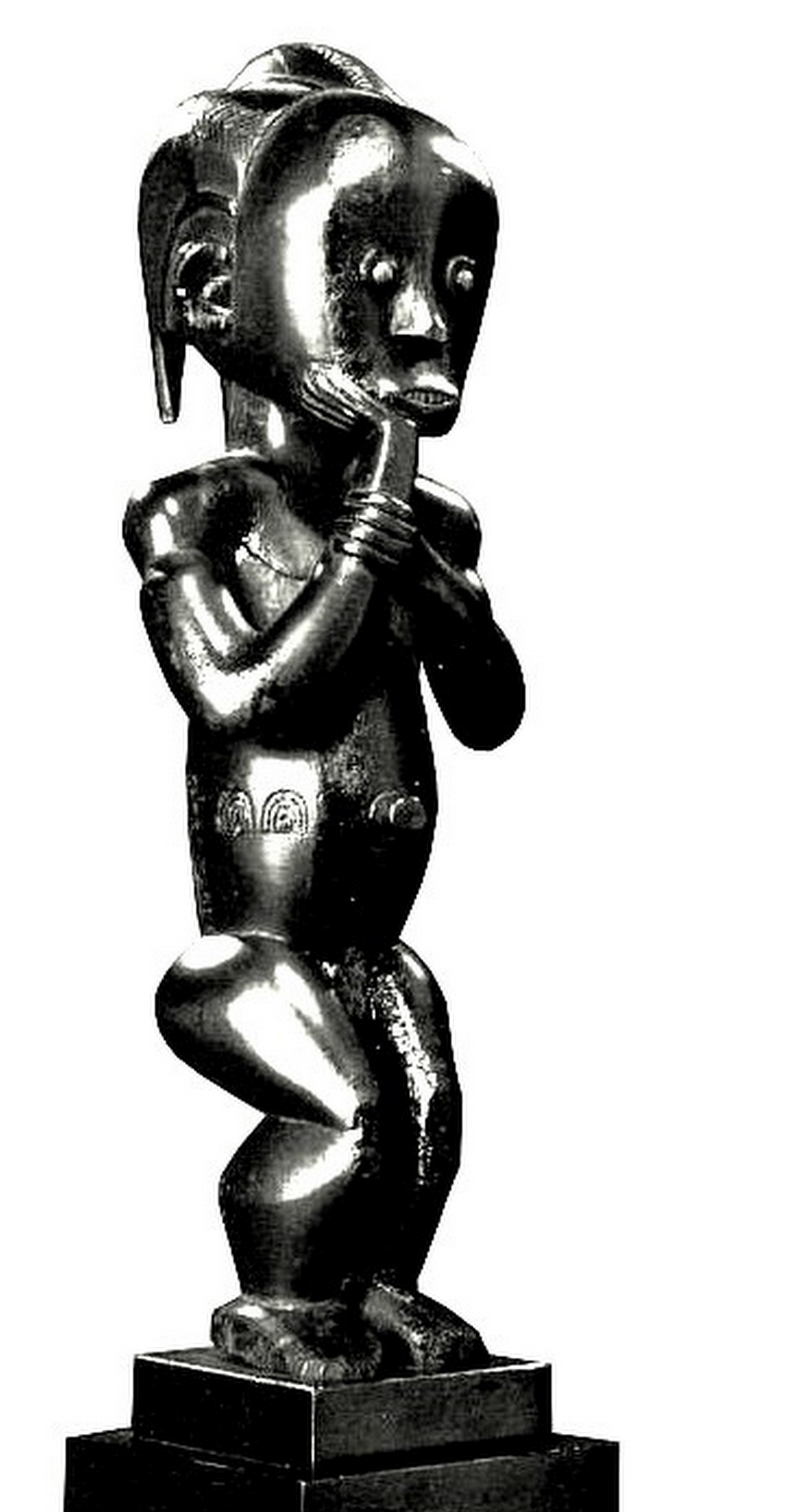
Hölzerne Idolfigur der byeri-Geheimgesellschaft bei den Fang.

Wesentliche Kenntnisse über die Spielweise des mendzan sind dem kamerunischen Musiker Pie-Claude Ngumu (1931–1997) zu verdanken, der, während er die Kirchenmusik in der Kathedrale von Yaoundé leitete, ein mendzan-Ensemble gründete, um die Gottesdienste musikalisch zu gestalten. Seine Studie über das mendzan und die Musik dieses Ensembles erschien 1976. Ferner wirkte Ngumu an einem Dokumentarfilm über die Xylophonmusik von Kamerun mit, der 1981 unter dem Titel Mendzang Beti erschien. Fang, Beti und des Weiteren Bulu sind bantusprachige Ethnien, die wegen ihrer kulturellen Verwandtschaft im 19. Jahrhundert unter dem Namen Pangwe (französisch Pahouin) zusammengefasst wurden. Die Sammelbezeichnung ist nicht mehr gebräuchlich.

### Holmxylophon
Die in Gabun verschwundenen Holmxylophone medzang mebiang wurden bei der Initiation in den Ahnenkult byeri gespielt. Byeri ist ein privater Kult innerhalb der Familie, in dem eine byeri genannte weibliche Holzfigur im Mittelpunkt steht, in welcher die Ahnen verehrt werden. Ihrem Herkunftsmythos zufolge brachten die Fang die Figur von ihrem kosmischen Ursprungsort ozamboga mit und nehmen über deren Stimme mit ihrem Schöpfergott Kontakt auf. Diese Vorstellungen gehören zum bwiti-Kult, den die Fang in Kamerun und Gabun praktizieren. Die über die Familie hinausgehende gesellschaftliche Struktur, mit welcher der Einzelne in die Dorfgemeinschaft eingebunden wurde, war die Geheimgesellschaft melane. Zu den Ritualen des bwiti-Kults gehört bei den Ntumu, einer Untergruppe der Fang, die Einnahme der psychoaktiven Iboga-Wurzel.
Die mythologische Herkunft der Fang hängt mit ihren Wanderungsbewegungen am Anfang des 19. Jahrhunderts zusammen, als die kolonialzeitliche Durchdringung Afrikas begann und Fang in großer Zahl von Zentralkamerun nach Gabun zogen. Dabei brachten sie die Reliquien ihrer verehrten Ahnen in röhrenförmigen Gefäßen aus Baumrinde mit. Zu jedem Behältnis gehörte eine Holzfigur byeri. In der patriarchalen Gesellschaftsordnung der Fang praktiziert der Vater im byeri-Kult die Verehrung der Ahnen, was den Frauen streng verboten ist. Eine Initiation in den byeri-Kult war Beschreibungen aus den 1970er Jahren zufolge eine große öffentliche Zeremonie:
Nachdem die Initianten außerhalb des Dorfes in der Verborgenheit der Initiationshütten Reinigungshandlungen vollzogen und halluzinogene Drogen eingenommen haben, zeigt man ihnen die Ahnenfigur byeri in einer vom Xylophon-Ensemble begleiteten Aktion. Für die folgende Zeremonie werden zwei Holmxylophone medzang mebiang auf dem Dorfplatz aufgebaut. Das Ensemble besteht ferner aus der großen Schlitztrommel nkul und der senkrecht auf drei Füßen stehenden Zylindertrommel mbejn, die mit den Händen geschlagen wird. Die initiierten Jungen ergänzen den Rhythmus mit großen Korbrasseln (nyas), die sie beim Tanzen an den Knöcheln umgebunden haben. Mit an den Oberarmen befestigten Holzmasken wollen sie die Ahnen anrufen.

### Tragbügelxylophon
Am weitesten verbreitet sind unter den Fang und Beti heute tragbare Xylophone, von denen fünf oder sechs in einem Ensemble gespielt werden, das meist bei Hochzeiten auftritt. Bei der erwähnten Initiation der Jungen wurden Tragbügelxylophone nicht eingesetzt, dafür aber bei Mädchentänzen. Als die Tragbügelxylophone früher noch rituell verwendet wurden, sollte der schnarrende Ton der Mirlitone mithelfen, um mit den Geistern in Kontakt zu treten.
Beim Ensemble von Yaoundé mit vier Tragbügelxylophonen können die Kerbstegzither mvet, die hauptsächlich zu einer für die Fang charakteristischen Erzähltradition gehört, klöppellose Eisenglocken als Taktgeber und eine Korbrassel (engis) hinzukommen. Bei den Eton, einer zu den Fang gehörenden Gruppe, bilden vier Xylophone ein Ensemble: Das mon („Sohn“) besitzt 12 Klangstäbe, das acoura („tausend Stimmen“) 10, das nchan („Gefährte“) 8 und das ndum („Bass“) 2 Klangstäbe. Häufig gehört zu diesem mendzan-Ensemble noch die kleine Trommel ngom. Die Ewondo-Sprecher im Süden Kameruns nennen die vier Xylophone dieses Ensembles ololong mit 11 Klangstäben, omveg mit 10, akudu mit 4 oder 6 und endum mit 2 Stäben. Gerhard Kubik notierte 1970 in der Region Est die Namen: olulong („die Pfeife“) für das melodieführende Xylophon mit 13 Stäben, ebulu mit 9 Stäben, das ein rhythmisches Muster ergänzt, ombok („das Einzige“) mit 5 Stäben, auf dem immer nur ein Ton zur selben Zeit produziert wird und das Bass-Xylophon endum mit 4 Klangstäben (lautmalerisch ndum, dum, dum...)
Die Stimmung der Xylophone eines Ensembles geht von mittleren Ton des Xylophons mit mittlerer Tonhöhe aus, der mit einer Familie gleichgesetzt als „Familienoberhaupt“ vorgestellt wird. Die Oktav-Klangstäbe werden gelegentlich als „Ehefrauen“ bezeichnet. Vom mittleren Ton 1 werden die Stäbe mit abnehmender Tonhöhe bis zum tiefsten Ton 6 gestimmt. Dann werden für die drei tiefsten Töne 4 bis 6 auf der anderen Seite die oberen Oktaven 4’ bis 6’ gesucht. Manche Musiker haben in jüngerer Zeit einen siebten Ton (esandi, „Spielverderber“) in die hexatonische Skala eingeführt (platziert zwischen 6’ und 1), wodurch sich eine annähernd äquiheptatonische Stimmung ergibt. Obwohl die Stimmung der Xylophone nicht einheitlich ist, zeigten Messungen in Südkamerun eine Vorliebe für die „neutrale Terz“ (320–370 Hz) zwischen den jeweils übernächsten Klangstäben. Wie bei der Vokalmusik basiert die melodische Struktur auf Terzen und Oktaven.
Der Musik- und Tanzstil Bikutsi (bikud si) ist ein Teil der mendzan-Spieltradition bei den Beti in Zentralkamerun. In vorkolonialer Zeit gehörte der Bikutsi zu nächtlichen Zusammentreffen von Frauen und beinhaltete Einweisungslieder für junge Frauen, die ohne instrumentale Begleitung gesungen wurden. Daraus wurde ein Bikutsi-Tanzmusikstil für ein männliches Ensemble mit Xylophonen, der Schlitztrommel minkul (nkul) und der Stabzither mvet. Bikutsi und mendzan gehören in den Dörfern der Beti zu gesellschaftlichen Anlässen und Zeremonien wie Hochzeiten und dem bei Begräbnissen bedeutender Persönlichkeiten aufgeführten Ritualtanz essana. In den 1950er Jahren begann die Migration von Arbeitskräften in die großen Städte und die städtischen Xylophon-Ensembles übernahmen den Bikutsi-Stil für ihre Auftritte in Bierkneipen. In den nachfolgenden Jahrzehnten gerieten die Xylophone zugunsten von E-Gitarren, Schlagzeug und anderen Instrumenten der westlichen Popmusik einschließlich Synthesizern in den Hintergrund. Seit den 1990er Jahren dominiert in der städtischen Unterhaltungsmusik ein Bikutsi-Pop, der wegen seiner anzüglichen Liedinhalte und den erotisierend auftretenden Tänzerinnen auch als bikutsi porno bezeichnet wird.
Neben dem Bikutsi hatte Ende der 1950er Jahre und in den 1960er Jahren der aus der Dominikanischen Republik eingeführte Merengue den stärksten Einfluss auf die Musik im zentralen und südlichen Kamerun. Die frühen Merengue-Gruppen traten mit mendzan, Akkordeon und Gitarren auf. Eine bekannte Gruppe, die in den 1960er Jahren das Xylophonspiel im gesamten Süden Kameruns populär machte, war die Richard Band de Zoetele, die von Richard Nze geleitet wurde. Die Gruppe spielte Bikutsi, Merengue, Rumba und Cha-Cha-Cha und trat 1969 beim ersten panafrikanischen Kulturfest in Algier auf. Zahlreiche Xylophon-Gruppen, die bei Tanzparties in den Dörfern spielten, übernahmen um diese Zeit Richard Nze’s Stil. Eine Xylophon-Band namens Miami Bar unterhielt mit diesen Stilrichtungen, die sie von kubanischen und kongolesischen Schallplatten adaptiert hatten, die internationalen Seeleute im Rotlichtviertel in der Nähe des Hafens von Douala. Die Miami Bar Band verwendete Xylophone mit Kastenresonator, die mit Füßen auf dem Boden stehen.
Der Kirchenmusikkomponist und Musikologe Pie-Claude Ngumu (1931–1993) führte in den 1950er Jahren ein mendzan-Ensemble in den katholischen Gottesdienst ein. Zu seinem Ensemble La Maîtrise des Chanteurs à la Croix D’ebène gehörten vier mendzan, eine Doppelglocke (nzeme mmó, der ghanaischen gankogui entsprechend), Schlitztrommel, Rassel, Trommel und die Stegharfe mvet. Das Ensemble trat 1966 beim Festival mondial des arts nègres in Dakar auf.

## Diskografie
- Mvet ai Mendzang. Die Musik der Beti in Kamerun. CD-Reihe Museum Collection Berlin, herausgegeben von Artur Simon. Wergo, 2005 (SM 17112)